# Cock Sparrer
Cock Sparrer (początkowo Cock Sparrow) jest punkrockową grupą utworzona w 1972 roku w East End (Londyn, Anglia).
Pomimo że nigdy nie odnieśli znaczącego sukcesu komercyjnego, są jedną z bardziej wpływowych street punkowych grup, które tworzyły scenę punkową późnych lat 70. Ich własny styl pozostawał pod wpływem pub rocka, glam rocka granych przez zespoły takie jak Small Faces czy The Who. Większość ich tekstów opowiadała o życiu codziennym klasy pracującej. Piosenki Cock Sparrera były coverowane przez wiele punkowych, Oi! czy hardcore punkowych grup: The Bouncing Souls, Agnostic Front, Dropkick Murphys, Roger Miret and the Disasters i The Analogs.
Pomimo że nazwa Cock Sparrer jest czasami kojarzona ze sparringową (ang. sparring) walką kogutów (ang. cock fighting), wiąże się ją jednak najczęściej z cockney – dialektem klasy pracującej Londynu.

## Historia
Cock Sparrer został założony przez Colina McFaulla, Micka Beaufoya, Steve’a „Burge” Burgessa oraz Steve’a Bruce’a, którzy znali się od 11 roku życia. Grając w klubach nocnych w Londynie i jego okolicach tworzyli swój własny styl znany później jako streetpunk lub Oi!. W 1976 zespół spotkał się z Malcolmem McLarenem, który proponował ponoć występy obok swojego najnowszego odkrycia jakim byli Sex Pistols. Według członków Cock Sparrera, umowa nigdy nie została zawarta ponieważ McLaren odmówił postawienia im kolejki piwa. Innym wytłumaczeniem była odmowa obcięcia ich włosów czego domagał się McLaren.
W 1977 roku Garrie Lamin (kuzyn Burge’a) dołączył do grupy jako drugi gitarzysta. Podpisali umowę z Decca Records, które miało nadzieję zarobić na dopiero co kwitnącym ruchu punk. Pierwszym singlem Cock Sparrer był „Running Riot” wydany w marcu 1977. Nie sprzedawał się za dobrze na tle singli innych zespołów i Decca opuściła zespół w 1978 roku. Członkowie zespołu mieli już nagrany materiał na album, który jednak nie został oficjalnie wydany aż do 2006 roku. Cock Sparrer rozpadł się w 1980, lecz gdy w 1981 piosenki Cock Sparrera zostały wydane na kilku Oi!-owych składankach, zainteresowanie zespołem zapoczątkowało odrodzenie się grupy. Związali się na nowo w 1982 i podpisali umowę z Carrere Records (które wydało ich singel „England Belongs to Me”), a następnie przeszli do Razor Records. Ich debiutancki album „Shock Troops” został wydany na jesieni 1983 roku. Zawierał takie utwory jak „Where Are They Now”, „I Got Your Number” i „Riot Squad”. W 1984 Beaufoy, który odszedł z zespołu, został zastąpiony przez Shuga O’Neilla, którego z kolei zastąpił Chris Skepis. W tym samym roku w październiku został wydany album „Running Riot '84".
W 1992 ponownie odrodzony zespół odbył trasę koncertową (z Darylem Smithem jako drugim gitarzystą), a w 1994 roku wydali nowy album „Guilty as Charge”. W 1997 wydali album „Two Monkeys”. Od tego czasu Cock Sparrer co jakiś czas powraca by wystąpić na którymś z punkowych festiwali np. na Wasted Festival.
Ich piąty studyjny album „Here We Stand” został wydany w listopadzie 2007 roku.

## Dyskografia

### Albumy
- Shock Troops 1982
- Running Riot in '84 1984
- True Grit 1987
- Guilty as Charged 1994
- Two Monkeys 1997
- Here We Stand 2007
- 40 Years 2012
- Forever 2017

### EP
- Run Away EP, 1995, Bitzcore

### Na żywo
- Live and Loud, 1987, Link
- Live: Runnin’ Riot Across the USA, 2000
- Back Home, 2003, Captain Oi!
- Back In San Francisco, 2011, Pirates Press Records

### Składanki
- England Belongs To Me, 1997, Harry May
- Bloody Minded, 1999, Dr. Strange/Bitzcore
- The Decca Years, 2006

### Single
- Running Riot b/w Sister Suzie, 1977, Decca
- We Love You b/w Chip on my Shoulder, 1977, Decca
- England Belongs to Me b/w Argy Bargy, 1982, Carerre
- Run Away, 1995, Bitzcore
- Too Late b/w Because You’re Young, 2007, Captain Oi!